# Pane, amore e gelosia
Pane, amore e gelosia è un film del 1954 diretto da Luigi Comencini.
È il secondo film della tetralogia Pane, amore e…, preceduto da Pane, amore e fantasia e seguito da Pane, amore e... e Pane, amore e Andalusia.
Il 9 gennaio 1955, poco dopo l'inizio della proiezione del film alle nove di sera, uno squilibrato lanciò quattro bombe a mano nella galleria del cinema-teatro Metropolitan di Ancona causando due morti e quasi quaranta feriti.

## Trama
Le due storie d'amore, quella tra la Bersagliera e il carabiniere Stelluti e quella tra il maresciallo Carotenuto e la levatrice Annarella si concretizzano, ma mentre la prima coppia viene separata dalle rigide regole dell'Arma, la seconda viene ostacolata dal carattere libertino del maresciallo.
Stelluti decide di tornare per visitare la fidanzata, ma la trova alla festa organizzata dal cugino Ricuccio per la nascita del figlioletto, a ballare con il maresciallo. Così se ne va, e anche Annarella è molto gelosa. Avendo deciso di separarsi dalla Bersagliera, Pietro può tornare a Sagliena, ma il clima è veramente incandescente. Per fortuna, il maresciallo si è riconciliato con Annarella, ma lei ora deve tenere a casa con sé il figlioletto Ottavio, avuto con un uomo da cui si è separata da tempo e che se ne era andato. Carotenuto è pronto a fargli da padre ma l'impresa si rivela assai difficile. Inoltre, nel frattempo, si rifà vivo l'ex marito di lei che vuole riunire la famiglia e, con l'appoggio morale del parroco, riesce a convincere Annarella a partire con lui e il figlio per una nuova vita.
Intanto la Bersagliera è diventata una sciantosa, cantante di un modesto spettacolo itinerante, e proprio quando si riappacifica con Pietro scoppia un terribile terremoto, che fa crollare la casa della Bersagliera e della madre. In questa scossa perde la vita l'asino di lei. A scossa terminata il padre di Ottavio torna e pretende di portare con sé il bambino e anche Annarella. Alla fine Carotenuto si deve rassegnare e dopo aver visto partire la Bersagliera e Stelluti in treno per la casa dei genitori del giovane, deve anche salutare Annarella. Per sua fortuna mentre torna a Sagliena incontra la nuova levatrice, di suo gradimento.

## Curiosità
Gli esterni del film, come per quello che lo precede nella tetralogia, Pane, amore e fantasia, sono stati girati a Castel San Pietro Romano nel Lazio, nella zona orientale della provincia di Roma.
Il prete di Sagliena (il paese immaginario dove è ambientato il film), don Emidio, interpretato da Virgilio Riento, si chiama come il santo protettore contro i terremoti Emidio.

## Incassi
Come il precedente film della serie, anche questo riscosse grande successo al botteghino, risultando il terzo maggiore incasso in Italia della stagione cinematografica 1954-55.
Pane, amore e gelosia al 2016 deteneva il ventiduesimo posto nella classifica dei film italiani più visti di sempre con 10 429 417 spettatori.